# (6424) Ando
(6424) Ando (1994 EN3) – planetoida z pasa głównego asteroid okrążająca Słońce w ciągu 5,25 lat w średniej odległości 3,02 j.a. Odkryta 14 marca 1994 roku.